# Sânmihaiu Român
Sânmihaiu Român là một xã thuộc hạt Timiș, România. Dân số thời điểm năm 2002 là 4389 người.